# Пољски злот
Злот (ISO 4217: PLN) је новчана јединица Пољске. Један злот се дели на 100 гроша. Злот се у Пољској користи од 1924. године. Инфлација у 2010. је износила 2,6%.
- кованице (Грош): 1, 2, 5, 10, 20, 50
- кованице (Злот): 1, 2, 5
- новчанице: 10, 20, 50, 100, 200, 500 zł

1. децембра 2007. злот је имао следећу вредност:
- 1 USD = 2,46 злота
- 1 EUR = 3,63 злота
- 1 GBP = 5,08 злота
- 1 CHF = 2,19 злота
- 1 CZK = 0,14 злота
- 1 SKK = 0,11 злота
- 1 RUB = 0,10 злота
- 100 JPY = 2,28 злота